# Битка код Гренгама
Гренгамска битка вођена је 7. августа 1720. године између руске и шведске флоте. Представља последњу велику битку Великог северног рата.

## Битка
Намеравајући да протера Швеђане са Оландских острва, руски адмирал Михаил Михаилович Голицин са 66 галија и 26 чамаца је 6. августа стигао у близину острва Гренгама. На отвореном мору чекао га је одред адмирала Карла Георга Шебалда. Јак југозападни ветар принудио је Голицина да се усидри у заветрини даље од Гренгама, али је идућег дана дигао сидра и приближио се острву да би посео што бољи положај. Шебалд је прешао у напад. Руси су се повукли у уски и плитки канал између острва. У њима је шведским бродовима било отежано маневрисање. Голицин је искористио тешкоће Швеђана и прешао у напад. Гонећи Русе, четири шведске фрегате су се насукале, а остале су успеле да се повуку. Руске галије су у боју потпуно уништене. Голицин је наредио да се спале. Губици: 82 Руса и 103 Швеђана. Руси су заробили 407 Швеђана.